# Northport, Alabama
Northport är en stad (city) i Tuscaloosa County, i delstaten Alabama, USA. Enligt United States Census Bureau har staden en folkmängd på 23 647 invånare (2011) och en landarea på 43,4 km².